# Большая Сухая
Большая Сухая — река в России, в Кабанском районе Бурятии. Впадает в озеро Байкал.

## География
Длина реки — 33 км, площадь водосборного бассейна — 386 км². Ширина в нижнем течении — около 10 м, глубина — около 0,8 м, скорость течения — 1,7 м/с. 
Берёт начало на северо-западном склоне Морского хребта. Течёт в северо-западном направлении в узкой таёжной пади между Гольцом Давыдова (1717 м) с севера и горой Большая Каланча (1433 м) с юга. Впадает в Байкал на мысе Сухинском между сёлами Заречье и Сухая.
По данным наблюдений с 1953 по 1999 год среднегодовой расход воды в 2,9 км от устья составляет 3,9 м³/с.
Основные притоки — Поперечная и Давыдовка.

## Данные водного реестра
По данным государственного водного реестра России и геоинформационной системы водохозяйственного районирования территории РФ, подготовленной Федеральным агентством водных ресурсов:
- Бассейновый округ — Ангаро-Байкальский
- Речной бассейн — бассейны малых и средних притоков средней и северной части озера Байкал
- Речной подбассейн — отсутствует
- Водохозяйственный участок — бассейны рек средней части озера Байкал от северо-западной границы бассейна реки Баргузин до северной границы бассейна реки Селенги